# Джойс, Марк
Марк Джойс (англ. Mark Joyce; род. 1983) — английский профессиональный игрок в снукер.

## Биография и карьера
Родился в Англии 11 августа 1983 года. Получил известность в 2001 году после победы на чемпионате Европы среди юниоров в категории до 19 лет.
Джойс стал профессионалом в 2006 году. В 2008 вышел в финал квалификационного турнира на Мастерс, но проиграл Джадду Трампу.
Первый большой успех в его профессиональной карьере пришёлся на сезон 2010/2011, где Марк Джойс сумел выйти в финальную стадию чемпионата Великобритании, пройдя через 4 квалификационных раунда (там он победил Джека Джонса, Эльфи Бёрдена, Маркуса Кэмпбелла и Стива Дэвиса). Но и дальше Марк не растерялся. В 1/16 он сенсационно побеждает Али Картера, 9:6, далее, в 1/8 финала в равном матче побеждает Джадда Трампа, 9:8, и в итоге, в тяжелейшем матче четвертьфинала уступает Марку Уильямсу со счётом 7:9. Джойс сделал свой лучший пока брейк — 143 очка. Этот же брейк стал высшим на турнире, что принесло Марку £ 5 000.

В июле 2019 года вышел в финал турнира Рига Мастерс, но в финале со счётом 2:5 проиграл китайцу Яню Бинтао.

## Достижения

### Профессиональная карьера
- Рига Мастерс 2019 — финал
- Чемпионат Великобритании 2010 — четвертьфинал
- Pink Ribbon 2011 (профессионально-любительский) — победитель

### Любительская карьера
- 2005 — выиграл English Amateur Оpen.
- 2006 — выиграл чемпионат Англии, победив в финале 8:3 Мартина О’Доннелла.